# Hornindal
Hornindal é uma comuna da Noruega, com 190 km² de área e 1 203 habitantes (censo de 2004).         